# Siegfried von Truhendingen
Siegfried von Truhendingen (mort le 16 septembre 1150 à Wurtzbourg) est évêque de Wurtzbourg de 1146 à sa mort.

## Biographie
Siegfried vient de la famille noble Truhendingen originaire de la Souabe et de la Franconie. Il est chanoine de la cathédrale de Wurtzbourg puis prévôt de la collégiale de Neumünster avec la sympathie de Conrad III de Hohenstaufen. Évêque depuis 1146, il participe aux préparatifs de la Croisade au printemps 1147.
En février 1147, des émeutes ont lieu contre les Juifs après la découverte du corps mutilé d'un homme dans le Main. On les accuse du crime. Le pogrom fait une vingtaine de victimes. Quand l'évêque refuse de faire du mort un martyr, il est violemment menacé de mort et doit s'éloigner. Alors que le départ pour la Croisade approche, les troubles recommencent.
En 1149, il confirme la fondation de l'abbaye bénédictine de Mönchröden.
Siegfried von Truhendingen meurt de la peste. Son cœur est amené dans l'abbaye d'Ebrach.

## Source, notes et références
- (de) Cet article est partiellement ou en totalité issu de l’article de Wikipédia en allemand intitulé « Siegfried von Truhendingen » (voir la liste des auteurs).